# Ямангулово
Ямангу́лово (баш. Яманғол) — деревня в Куюргазинском районе Башкортостана, входит в состав Отрадинского сельсовета.

## Население
| 2002 | 2009 | 2010 |
| ---- | ---- | ---- |
| 244  | →244 | ↘237 |

Национальный состав
Согласно переписи 2002 года, преобладающая национальность — башкиры (96 %).

## Географическое положение
Расстояние до:
- районного центра (Ермолаево): 27 км,
- центра сельсовета (Старая Отрада): 7 км,
- ближайшей ж/д станции (Ермолаево): 28 км.

## Известные уроженцы
- Байбулатов, Раиль Фатхисламович (2 июня 1937 — 22 июля 2002) — башкирский писатель, член Союза писателей Башкирской АССР (1984), заслуженный работник культуры Башкирской АССР (1988), заслуженный работник культуры Российской Федерации (1997), Лауреат премии имени С. Чекмарёва (1991)[5].